# Marcel Turcu

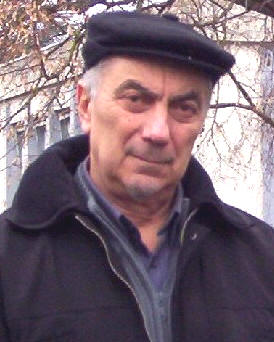
Marcel Turcu

Marcel Turcu (* 13. April 1940 in Sânnicolau Mare, Rumänien; † 8. Februar 2014 in Timișoara, Rumänien) war ein rumänischer Schriftsteller und surrealistischer Poet.

## Leben
Marcel Turcu absolvierte die Grundschule im Bărăgan (Stăncuța Nouă, Kreis Călmățui, Region Galați), wohin er zusammen mit seinen Eltern von der kommunistischen Regierung deportiert worden war. Er besuchte die Mittelschule in seiner Heimatstadt Sânnicolau Mare (deutsch Großsanktnikolaus). Von 1959 bis 1960 begann er Mathematik am pädagogischen Institut in Craiova zu studieren. Von 1960 bis 1965 studierte er Germanistik und Rumänistik an der West-Universität Temeswar.
Zwischen 1966 und 2003 unterrichtete Marcel Turcu Rumänisch, Deutsch, Französisch, Philosophie und Logik in den Mittelschulen von Timișoara und Periam. Er debütierte im Jahr 1969 mit dem Buch Farfuria sălbatică (Der wilde Teller).
Turcu war Mitglied im rumänischen Schriftstellerverband und in der Vereinigung der ehemaligen Bărăgan-Deportierten.

## Werke
Anfänge in der Literatur
Bereits als er die Mittelschule besuchte, veröffentlichte Marcel Turcu Artikel in der Zeitschrift Contemporanul, danach in der Zeitschrift Luceafărul, wo er von Mihu Dragomir entdeckt wurde und weiterhin in literarischen Zeitschriften Artikel veröffentlichte:
- Orizont (Der Horizont)
- Luceafǎrul (Der Abendstern)
- Tribuna (Die Tribüne)
- Vatra (Die Feuerstelle)
- Familia (Die Familie)
- Contemporanul (Der Zeitgenosse)

Bücher
- 1969 Farfuria sălbatică (Der wilde Teller)
- 1974 Tăcerile renului (Die schweigen des Elchs)
- 1979 Levitaţie (Levitation)
- 1980 Voluptatea drumului (Die glühende Leidenschaft des Weges)
- 1988 Sublimarea pasiunilor (Die Sublimation der Leidenschaften)
- 1996 Unchiul meu, aerul (Mein Onkel, die Luft)
- 1999 Contestreno (Contestreno)
- 1999 La trapez general (Die allgemeine Trapez)
- 2001 Dorfleben in Südeuropa        Beitrag geleistet als Nebenautor
- 2002 Ningeniu (Verschneites Genie)
- 2003 Alaun (Alaun)
- 2004 O problemă a jafrilor (Ein Rätsel der Ausräuber)
- 2004 Ibis speculari (Der spähende Ibis)
- 2006 Cuțit pentru lectură (Ein Messer für Lektüre)
- 2008 Ofițerul al stărilor de spirit (Der Offizier der Gemütsverfassungen)
- 2009 Ofițerul 1 al stărilor de spirit (Der Offizier 1 der Gemütszustände)
- 2010 Eurorero (Eurorero)
- 2012 Bietul templu (Der bemitleidenswerte Tempel)
- 2013 Orbitudine (Unklarheit)
- 2014 Turbea (Turbea)

Seine Werke wurden mit zahlreichen nationalen- und internationalen Preisen ausgezeichnet.
Übersetzt ins Deutsche wurden seine Werke von Andrei Pogány und ins Französische von seinem zweiten Sohn Marius Turcu.